# Bernard Kayser
Pour les articles homonymes, voir Kayser.
Bernard Kayser, né le 19 janvier 1926 à Paris et mort le 25 août 2001 à Toulouse (Haute-Garonne),, est un géographe et sociologue français spécialiste du monde rural.

## Biographie
Professeur à l’université Toulouse II-Le Mirail, Bernard Kayser a étudié la dynamique contemporaine des espaces ruraux et démontré que dans les campagnes des pays industriels, des modifications importantes étaient à l’œuvre (notamment sur le plan de la population, ou des activités) et ce, malgré les tendances séculaires. Son action a été définie comme celle d'un pédagogue et animateur de cette renaissance rurale auprès des milieux associatifs et professionnels, ainsi que des collectivités locales.
Il a animé un groupe de prospective de la Datar, sur l’avenir des espaces ruraux.
Bernard Kayser s'est aussi intéressé à la littérature destinée à la jeunesse qu'il a tenté de présenter comme un récit.

## Publications
Publications universitaires
- (1958), Campagnes et Villes de la Côte d'Azur. Essai sur les conséquences du développement urbain, Monaco, 593 p., 81 graphiques, 70 cartes, 32 photos (publié en 1960)
- Avec: Gaudemar Paul de (1967). — Dix années d'une génération d'étudiants de la Faculté des lettres et sciences humaines de Toulouse. Recherche sur les étudiants inscrits en propédeutique en 1956-57. Toulouse, 133 p.
- (1990), Les Sciences sociales face au monde rural: Méthodes et moyens, Presses universitaires du Mirail, Amphi 7.
- (1990), La Renaissance rurale, sociologie des campagnes du monde occidental, Édition Armand Colin, Paris
- (1993, dir.), Naissance de nouvelles campagnes, Éditions de l’Aube
- (1994, dir.), Pour une ruralité choisie, Éditions de l’Aube
- (2001), Méditerranée une géographie de la fracture, Edisud

Publications pour la jeunesse
- Copain des Pyrénées, avec Michel Sébastien, illustrations de Pierre Ballouey, Toulouse, Milan, 1997
- Copain des villes, Renée et Bernard Kayser, illustrations de Pierre Ballouhey et Hélène Appell-Mertiny, Toulouse, Milan, 1991
- La France expliquée aux enfants : sa géographie, la nature et les hommes, Renée et Bernard Kayser, Gallimard Jeunesse, 2003